# Жана дьо Валоа (1435 – 1482)
Жана дьо Валоа (на френски: Jeanne de Valois) или Жана Френска (на френски: Jeanne de France; * 4 май, 1435; † 1482, Мулен, Франция) е седмото дете и четвърта дъщеря на краля на Франция, Шарл VII и Мари дьо Анжу.

## Живот
На 23 декември 1447 година в замък Плеси льо Тур 12-годишната Жана се омъжва за 21-годишния Жан II, бъдещ херцог дьо Бурбон. От този брак няма деца.
Жана дьо Валоа умира на възраст 47 години в херцогския замък в Мулен. Това става според един източник, в събота 4 май, или, съгласно друг източник, в четвъртък на 25 април 1482 година.
Погребана е в Муленската катедрала „Благовещение на Пресветата Дева“ под главния олтар.
- Жан и Жана Френска с гербове
- Катедрала „Благовещение на Пресветата Дева“

## Диптих от Рогир ван дер Вейден
Жана е изобразена като донатор в диптих на Рогир ван дер Вейден. Диптихът се намира в музей Конде.